# Loi de Nernst-Einstein
La loi de Nernst-Einstein est une loi physique utilisée pour décrire la migration des porteurs de charge électrique (les « espèces ») dans les milieux conducteurs. Elle permet de calculer la vitesse de migration des espèces en fonction de l'intensité de la force et du coefficient de diffusion de l'espèce.

## Énoncé de la loi
La loi de Nernst-Einstein relie :
- la vitesse v des porteurs de charge ;
- le coefficient de diffusion D des porteurs de charge dans le milieu ;
- la force F qui s'exerce sur les porteurs de charge ;
- l'énergie d'agitation thermique, sous la forme du produit de la constante de Boltzmann k et de la température thermodynamique T :

{\displaystyle v={\frac {\mathrm {D} \mathrm {F} }{k\mathrm {T} }}}.

## En l'absence de force
Considérons les mouvements sur un axe x (par exemple par projection sur cet axe).
En l'absence de force, les défauts migrent aléatoirement, par sauts d'un site à un site voisin. Ces sauts sont possibles grâce à l'agitation thermique.
Par unité de temps, une espèce a une probabilité Γi de faire un saut vers un site i voisin. La vitesse moyenne des particules est nulle (cas similaire au mouvement brownien) ; la moyenne quadratique des déplacements <X 2> durant un temps t est non nulle et on a :
{\displaystyle \langle \mathrm {X} ^{2}\rangle =t\cdot \sum _{1}^{n}\Gamma _{i}\cdot \delta \xi _{i}}
si δξi est la longueur algébrique (positive ou négative selon la direction de référence) du saut i.

## Effet d'une force
Lorsque l'espèce est soumise à une force, cela rompt la symétrie des sauts, les probabilités de deux sauts opposés ne sont plus égales. Pour simplifier, on ne considère qu'une seule espèce, et un mouvement dans une direction donnée. Si Γ+ est la probabilité que la particule se déplace d'une longueur +δx par unité de temps, et Γ- la probabilité qu'elle se déplace d'une longueur -δx, alors le parcours moyen <X> après un temps t vaut :
{\displaystyle \langle \mathrm {X} \rangle =t\cdot (\Gamma _{+}-\Gamma _{-})\cdot \delta x}
Ce qui permet de définir la vitesse moyenne v :
{\displaystyle v={\frac {\langle \mathrm {X} \rangle }{t}}=(\Gamma _{+}-\Gamma _{-})\cdot \delta x}
Ce mouvement sous l'effet d'une force crée un gradient de concentration. Or, la diffusion aléatoire tend à niveler les concentrations, et donc s'oppose à la migration « forcée », on a donc deux flux :
- un flux j1 créé par la force 
 j 1 = v · c, où c est la concentration de l'espèce ;
- un flux j2 opposé qui suit la loi de Fick 
 {\displaystyle j_{2}=-\mathrm {D} \cdot {\frac {\partial c}{\partial x}}} où D est le coefficient de diffusion de l'espèce.

Le flux total vaut donc :
{\displaystyle j=v\cdot c-\mathrm {D} \cdot {\frac {\partial c}{\partial x}}}.

## Régime stationnaire
Si l'on attend « suffisamment longtemps », on atteint un régime stationnaire : les flux j1 et j2 se compensent, on a un gradient de concentration constant. 
On a donc j = 0, soit, si c∞(x) est cette concentration constante :
{\displaystyle v\cdot c^{\infty }=\mathrm {D} \cdot {\frac {\partial c^{\infty }}{\partial x}}}
Supposons maintenant que la force soit conservative (cas le plus fréquent). Elle dérive donc d'un potentiel η :
{\displaystyle \mathrm {F} =-{\frac {\partial \eta }{\partial x}}}.
À l'équilibre dynamique, les particules sont réparties suivant une statistique de Maxwell-Boltzmann :
{\displaystyle c^{\infty }(x)=c_{0}\cdot \exp \left(-{\frac {\eta }{k\mathrm {T} }}\right)}
où k est la constante de Boltzmann et T est la température absolue. En introduisant ceci dans l'équation précédente, on obtient :
{\displaystyle v\cdot c_{0}\cdot e^{-{\frac {\eta }{k\mathrm {T} }}}=-{\frac {\mathrm {D} }{k\mathrm {T} }}\cdot {\frac {\partial \eta }{\partial x}}\cdot c_{0}\cdot e^{-{\frac {\eta }{k\mathrm {T} }}}}
ce qui nous donne la loi de Nernst-Einstein
| {\displaystyle v={\frac {\mathrm {D} \mathrm {F} }{k\mathrm {T} }}} |

## Frottement
Cette loi ressemble à une loi de frottement fluide ; c'est le modèle de l'électron amorti. Lors d'un mouvement à faible vitesse dans un fluide non turbulent, on peut estimer que la force de frottement est proportionnelle à la vitesse, et donc que l'on atteint un régime stationnaire où la vitesse est proportionnelle à la force (c'est le principe du parachute) :
v = B · F
où B est la mobilité de l'espèce (Beweglichkeit en allemand).
La loi de Nernst-Einstein nous donne donc :
{\displaystyle \mathrm {B} ={\frac {\mathrm {D} }{k\mathrm {T} }}}
d'où l'on déduit la loi d'Einstein :
| D = B · kT |

## Applications

### Potentiel chimique
La force Fc résultant du potentiel chimique μ peut s'écrire, à une dimension :
{\displaystyle \mathrm {F_{c}} =-{\frac {\partial \mu }{\partial x}}}
et donc l'équation de Nernst-Einstein devient :
{\displaystyle v=-{\frac {\mathrm {D} }{k\mathrm {T} }}\cdot {\frac {\partial \mu }{\partial x}}}

### Champ électrique
Si une particule porte z charges élémentaires e, alors elle subit la force Fe (force électrostatique ou force de Coulomb) :
{\displaystyle {\vec {\mathrm {F} }}_{\mathrm {e} }=z\cdot e\cdot {\vec {\mathrm {E} }}}
Le champ électrique E dérive d'un potentiel V, ce qui s'écrit à une dimension :
{\displaystyle \mathrm {E} =-{\frac {\partial \mathrm {V} }{\partial x}}}
donc la loi de Nernst-Einstein devient :
{\displaystyle v=-{\frac {\mathrm {D} ze}{k\mathrm {T} }}\cdot {\frac {\partial \mathrm {V} }{\partial x}}}
Considérons le flux de charges jel, également appelé densité de courant électrique. On a
jel = z·e· j = z·e· c · v
étant c la concentration de porteurs de charge, et alors
{\displaystyle j_{\mathrm {el} }={\frac {\mathrm {D} z^{2}e^{2}c}{k\mathrm {T} }}\cdot {\frac {\partial \mathrm {V} }{\partial x}}}
On peut faire un parallèle avec le loi d'Ohm reliant cette densité de courant électrique jel au gradient de potentiel :
{\displaystyle j_{\mathrm {el} }=-\sigma \cdot {\frac {\partial \mathrm {V} }{\partial x}}}
σ étant la conductivité électrique, ce qui nous donne en unités SI
{\displaystyle \sigma ={\frac {\mathrm {D} z^{2}e^{2}c\mathrm {N_{A}} ^{2}}{R\mathrm {T} }}}